# 孫燕華
孫燕華（英語：Chloe Suen）一新美術館 創辦人及孫少文基金會主席，一直致力推廣藝術文化發展。2017年獲香港特別行政區民政事務局頒授嘉許狀 。2020年獲頒授行政長官社區服務獎狀嘉勉她在積極推廣藝術文化及本地非物質文化遺產的貢獻 。2022年獲頒授香港浸會大學榮譽人文學博士。

## 公職
- 香港特別行政區政府特首政策組專家組成員 (2023-2024 & 2024-2025)[11][12][13]
- 文化體育及旅遊局博物館諮詢委員會及藝術專責委員會委員 (2022-2024 & 2024-2026)[14][15][16]
- 文化體育及旅遊局非物質文化遺產諮詢委員會 （页面存档备份，存于）委員, 非物質文化遺產資助計劃委員會成員 (2019-2020, 2021-2022 & 2023-2024)[17][18][19]
- 發展局保育歷史建築諮詢委員會主席及成員(2018-2020, 2020-2023 & 2023-2024)[20][21][22]
- 香港藝術發展局大會委員、視覺藝術組副主席及文學組副主席 (2023-2025)[23] [24]
- 香港旅遊發展局成員 (2024-2026)[25]
- 香港浸會大學諮議會委員[26]
- 香港浸會大學基金青年企業家委員會 （页面存档备份，存于）聯席主席[27]
- 香港藝術中心監督團成員 (2024-2025)[28]
- 民政事務總署沙田文化藝術推廣委員會 （页面存档备份，存于）副主席[29]

## 學歷
孫燕華於2004年5月畢業於卡耐基梅隆大學，獲得工商管理理學學士學位及哲學文學學士學位。後於2009年2月獲得哥倫比亞大學組織心理學碩士學位，2021年11月獲得美國哈佛大學繼續教育博物館研究文學碩士學位。

## 其他
孫燕華父親是著名企業家孫少文, 母親是仁濟醫院董事局第五十六屆主席孫蔡吐媚。
富盈環球集團 （页面存档备份，存于）(港交所: 1620) 獨立非執行董事。